# 垣護之
垣護之（395年—464年），字彦宗，略陽桓道人，南朝宋將領，曾三度參與元嘉北伐，並參與討平劉劭、劉義宣及劉誕的內亂。垣護之在宋官至豫州刺史。

## 經歷

### 三次北伐
垣護之家族留在北方，祖父垣敞在前秦任職，後入後燕，並隨南燕建立者慕容德遷到青州。劉裕滅南燕後，垣護之伯父垣遵及父親垣苗逾城歸降，其家族才南歸晉廷。垣護之年少時倜儻，不拘小節，雖然矮小醜陋，但有氣魄和才幹，堅強果敢。在晉時曾於義熙十一年（415年）跟隨劉裕征伐司馬休之，又當過世子中軍府長史，兼行參軍。劉裕篡晉建宋後，垣護之補奉朝請。宋文帝即位後以垣護之為殿中將軍。元嘉七年（430年），宋文帝發起北伐，垣護之隨北伐主帥到彦之北進，但到冬季面臨北魏反擊，戰事失利，到彦之就想要撤退回師，垣護之寫書進諫反對撤退，並建議派竺靈秀入援滑臺（今河南滑縣）以助守將朱脩之，到彥之則領大軍直進河北，逼令虎牢、洛陽的魏軍撤走，力諫不要放棄兵力無損、糧食充足及漕運暢通的青州土地。可是到彦之不採納，撤退時丟棄了大量軍需品，造成大量物資損失。宋文帝卻欣賞垣護之所諫，讓他補江夏王劉義恭的征北行參軍、北高平太守。後又補衡陽王刘义季的征北長流參軍，遷任宣威將軍、鐘離太守。
元嘉二十七年（450年）垣護之隨王玄謨北伐，玄謨進攻滑臺時，護之率領百艘小船作為前鋒，進據在滑臺西南一百二十里的石濟（今河南延津縣東北）。至冬季，王玄謨仍無法攻克滑臺，相反魏太武帝率領的援軍將趕到，垣護之又馳書勸王玄謨請急攻。可是王玄謨並不聽從，最終北魏援軍擊敗圍城宋軍，玄謨連垣護之也未及通知就敗返碻磝（今山東茌平縣西南）。當垣護之知道時，魏軍已經盡數俘獲玄謨的水軍大船，並在用三重鐵鏈連起船隻，意欲斷絕護之歸途。不過，護之乘著河水迅急順水而下，每至鐵鏈時都用長柯斧砍斷，最終成攻突破封鎖，只損失了一隻小船。隨後垣護之轉與申坦據守清口(今山東梁山縣东南)。
北伐結束後，垣護之轉當江夏王義恭的驃騎戶曹參軍，戍淮陰（今江蘇淮陰），加建武將軍，領濟北太守。元嘉二十九年（452年），宋文帝發動第三次北伐，垣護之率二千兵隨冀州刺史張永攻碻礉。當時垣護之先佔據委粟津（今河南孟津縣東），北魏杜道儁及伏連來支援，受阻於垣護之而被逼東走。後節度諸軍旳蕭思話派遣護之到梁山（今山東梁山）迎軍，護之憑險抵抗魏將韓元興所率的精銳騎兵，並斬殺他的都軍長史和數十士兵，逼令韓元興撤退。不過，碻磝久攻不下，思話即將退兵，卻騙護之說沈慶之援軍將至，讓他在濟口建橋。護之揣摩到他的意思，立即就分遣沒軍籍的壯丁去作，而不久思話撤退，就命護之率軍到乞活堡防備追兵。

### 助平內亂
元嘉三十年春（453年），劉劭弒父即位，護之的駐屯地移往歷城（今山東濟南市歷城區）。不久武陵王劉駿起兵討伐劉劭，護之率領部下馳赴。同年劉駿即位，是為宋孝武帝，為嘉獎垣護之，任命他督冀州青州之済南楽安太原三郡諸軍事、寧遠将軍、冀州刺史。孝建元年（454年），南郡王劉義宣等人起兵反抗孝武帝，垣護之妻弟兗州刺史徐遺寶亦參與，並寫信勸護之加入。護之派使者向孝武帝報告，接著就留兒子垣恭祖守歷城，自己親率步騎兵進攻徐遺寶所在的湖陸（今江蘇沛縣北）。護之經過鄒山（今山東鄒山）時擊破遺寶的兵戍，還未到湖陸六十里，遺寶就焚燒城池西走，轉投豫州刺史魯爽。垣護之接著獲徵召為游擊將軍，派到沈慶之那裏參與討伐魯爽，並加輔國將軍。四月，魯爽被殺，垣護之轉在柳元景率領下進攻臧質及劉義宣的聯軍，出鎮新亭（今江蘇南京南）。當時王玄謨正率軍於梁山（今安徽和縣南）與義宣等相持不下，玄謨以對方兵強而急欲增援，孝武帝於是命元景等人進兵南州（姑孰，今安徽當塗縣），垣護之所率水軍首先出發，到達時即遇到來襲的龐法起，並大敗對方。其時王玄謨寫信給柳元景以西壘失陷，僅守東壘，兵力懸殊為由請求退守姑孰，元景不准並打算率領全部軍隊支援梁山。垣護之就建議元景分派軍隊去支援，元景認同其計策，於是給護之精兵，由他入援梁山。垣護之到後看見對方船艦多而密集，於是向玄謨獻以火攻，最終垣護之在兩軍交戰時派隊主張談等人去燒船，將船都燒毀，共波及劉義宣的船，令敵軍崩潰。垣護之接著率兵追擊餘眾，直至到江州治所尋陽（今江西九江），因朱脩之攻下荊州治所江陵（今湖北荊州市）而退兵。同年八月壬申（9月15日），督徐兗二州豫州之梁郡諸軍事、甯朔將軍、徐州刺史，封益陽縣侯，食邑千戶。

### 屢歷邊郡
孝建二年十一月甲午（455年12月1日），垣護之改督青冀二州諸軍事、甯遠將軍、青冀二州刺史，鎮歷城。明年，進號甯朔將軍，又進督徐州之東莞東安二郡軍事。當時孝武帝認為以歷下是要害之地，想將移青州治所也轉移到歷城，很多人都不同意，但垣護之表示青州一直都不是北魏的目標，反而每次侵擾都會取道歷城，認同青冀二州並鎮歷城之舉；又表示歷城接近黃河能更好招納歸順者及宣揚宋廷威風。最終孝武帝還是決定移鎮。
大明三年（459年），垣護之獲徵召為右衞將軍，在南歸建康（今江蘇南京）途中正正遇上竟陵王劉誕於廣陵（今江蘇揚州市）起兵，垣護之就立即帶領部曲加入沈慶之的討伐軍中。同年，劉誕起兵被平定後，護之改任西陽王劉子尚的撫軍司馬、臨淮太守。大明四年（460年），以使持節督豫司二州諸軍、輔國將軍出任豫州刺史，兼淮南太守。不久又受命在沈慶之節度下討伐西陽蠻。大明七年（463年）因罪被免官。

### 憤而離世
大明八年（464年），垣護之又獲授太中大夫，但他還未接受就因兒子被流放嶺南，憤而絕食去世了，享年七十歲，諡為壯侯。宋前廢帝永光元年（465年），更獲追贈為冠軍将軍、豫州刺史。

## 性格特徵
垣護之雖善戰，但為人貪斂。任征北行參軍、北高平太守時就因為私帶違禁物而被繫於尚方，很久才得寛恕。孝建二年（455年），剛於上一年討平劉義宣的他就因論功挾私而遭免官。至任豫州刺史時又因聚斂太多，收了大量賄賂而被下獄免官。　

## 家庭

### 祖父
- 垣敞，前秦長樂國郎中令、後燕車騎長史

### 父亲
- 垣苗，南燕京兆太守；晉太尉行參軍；宋屯騎校尉

### 兄弟姐妹
- 垣詢之，護之弟，官至積弩將軍，討劉義宣時戰死
- 垣諒之，宋北中郎府參軍

### 夫人
- 高平徐氏，刘宋辅国将军、兖州刺史、益阳县侯徐遗宝姐姐

### 子女
- 垣承祖，護之子，嗣爵。
- 垣恭祖，護之次子，勇猛果敢，有護之之風。宋梁、南秦二州刺史
- 垣襲祖，護之子，淮陽太守，被宋孝武帝所殺

## 延伸阅读
[在维基数据编辑]
 《宋書·卷50》，出自沈约《宋书》
 《南史/卷25》，出自李延壽《南史》